# بيليموماب
بيليموماب هو جسم مضاد وحيد النسيلة يثبط العامل المحفز للخلايا البائية ويستخدم في علاج الذئبة الحمامية الجهازية. بيليموماب طورته هيومان جينوم سايبنسز وكامبرج أنتبدي تكنولوجي. استحوذت غلاكسو سميث كلاين على هيومان جينوم سايبنسز عندما كان بيليموماب في المرحلة الثالثة من التجارب السريرية وسوقته تحت اسم بنليستا (Benlysta). كان اسمه سابقاً لمفوستات-ب (LymphoStat-B).